# Aeroportul Le Touquet – Côte d'Opale
Aeroportul Le Touquet – Côte d'Opale (IATA: LTQ, ICAO: LFAT) este un aeroport din Le Touquet-Paris-Plage, Pas-de-Calais, Hauts-de-France, Franța metropolitană, Franța ce deservește zona Le Touquet-Paris-Plage. Aeroportul a fost tranzitat în 2018 de 1.124 de pasageri. A fost deschis în 3 iulie 1936 și numit după zona deservită.
Situat la o altitudine de 6 m, aeroportul dispune de 1 pistă.

## Infrastructură

### Piste
Aeroportul dispune de o singură pistă. Pista are orientarea 13/31. 